# Hoét lam
Chim hoét xanh (tên khoa học Myophonus caeruleus) là một loài chim trong họ Muscicapidae.